# Johannes Diderik van der Waals
Johannes Diderik van der Waals (Leiden, Països Baixos 1837 - Amsterdam, Països Baixos 1923) fou un professor i físic neerlandès, guanyador del Premi Nobel de Física l'any 1910 pel seu treball sobre l'equació d'estat de gasos i líquids.
El seu nom està associat principalment a l'Equació de van der Waals que descriu el comportament dels gasos i la seva condensació a la fase líquida. El seu nom també s'associa amb les Forces de van der Waals (forces entre molècules estables), amb les molècules de Van der Waals (petits cúmuls moleculars units per les forces de Van der Waals) i amb els radis de Van der Waals (mida de les molècules). Com va dir James Clerk Maxwell, "no hi ha dubte que el nom de Van der Waals aviat estarà entre els més importants de la Física molecular ".
En la seva tesi de 1873, Van der Waals va assenyalar la no idealitat dels gasos reals i la va atribuir a l'existència d'interaccions intermoleculars. Va introduir la primera equació d'estat derivada de l'assumpció d'un volum finit ocupat per les molècules constituents. Encapçalat per Ernst Mach i Wilhelm Ostwald, a finals del segle xix va sorgir un fort corrent filosòfic que negà l'existència de molècules. L'existència molecular es va considerar no provada i la hipòtesi molecular innecessària. En el moment en què es va escriure la tesi de Van der Waals (1873), l'estructura molecular dels fluids no havia estat acceptada per la majoria dels físics, i el líquid i 
el vapor sovint es consideraven químicament diferents. Però el treball de Van der Waals va afirmar la realitat de les molècules i va permetre una avaluació de la seva mida i força atractiva. La seva nova fórmula va revolucionar l'estudi de les equacions d'estat. En comparar la seva equació d'estat amb dades experimentals, Van der Waals va poder obtenir estimacions de la mida real de les molècules i la força de la seva atracció mútua.
L'efecte del treball de Van der Waals sobre la física molecular al segle xx va ser directe i fonamental. En introduir paràmetres que caracteritzen la mida molecular i l'atracció en la construcció de la seva equació d'estat, Van der Waals va establir el to de la ciència molecular moderna. Actualment es considera un axioma que aspectes moleculars com la mida, la forma, l'atracció i les interaccions multipolars haurien de constituir la base per a les formulacions matemàtiques de les propietats termodinàmiques i de transport dels fluids. Amb l'ajuda de l'equació d'estat de Van der Waals, els paràmetres del punt crític dels gasos es podrien predir amb precisió a partir de mesures termodinàmiques fetes a temperatures molt més altes. El nitrogen, l’oxigen, l’hidrogen i l’heli van sucumbir posteriorment a la liqüefacció. Heike Kamerlingh Onnes va ser influenciada pel treball pioner de Van der Waals. El 1908, Onnes esdevé el primer a fabricar heli líquid; això va portar directament al seu descobriment el 1911 de la superconductivitat.

## Biografia

### Primers anys i educació
Johannes Diderik van der Waals va néixer el 23 de novembre de 1837 a Leiden, als Països Baixos. Va ser el més gran de deu fills nascuts de Jacobus van der Waals i Elisabeth van den Berg. El seu pare era fuster a Leiden. Com era habitual per a totes les noies i nois obrers del segle xix, no va anar a l'escola secundària que li hauria donat dret a entrar a la universitat. En canvi va anar a una escola d'"educació primària avançada", que va acabar als quinze anys. Després es va convertir en aprenent de mestre en una escola primària. Entre 1856 i 1861 va seguir cursos i va obtenir les titulacions necessàries per ser mestre de primària i director.
El 1862, va començar a assistir a conferències de matemàtiques, física i astronomia a la universitat de la seva ciutat de naixement, tot i que no estava qualificat per ser matriculat com a estudiant habitual en part a causa de la seva manca d'educació en llengües clàssiques. Tanmateix, la Universitat de Leiden tenia una disposició que permetia als estudiants externs cursar fins a quatre cursos a l'any. El 1863 el govern holandès va iniciar un nou tipus d'escola secundària (HBS, una escola destinada als nens de les classes mitjanes superiors). Van der Waals, en aquell moment director d'una escola primària, volia convertir-se en professor de matemàtiques i física d'HBS i va passar dos anys estudiant en el seu temps lliure per als exàmens requerits.
El 1865, va ser nomenat professor de física a l'HBS de Deventer i el 1866 va rebre un càrrec d'aquest tipus a La Haia, que estava prou a prop de Leiden per permetre a Van der Waals reprendre els seus cursos a la universitat allà. El setembre de 1865, just abans de traslladar-se a Deventer, Van der Waals es va casar amb Anna Magdalena Smit, de divuit anys.

### Càtedra
Van der Waals encara mancava del coneixement de les llengües clàssiques que li haurien donat el dret d'entrar a la universitat com a estudiant habitual i de presentar-se als exàmens. No obstant això, va succeir que es va modificar la llei que regulava l'accés a la universitat i el ministre d'Educació es va poder dispensar de l'estudi de les llengües clàssiques. Van der Waals va rebre aquesta dispensa i va aprovar els exàmens de qualificació en física i matemàtiques per als estudis de doctorat.
A la Universitat de Leiden, el 14 de juny de 1873, va defensar la seva tesi doctoral Over de Continuïteit van den Gas- en Vloeistoftoestand (sobre la continuïtat de l'estat gasós i líquid) amb Pieter Rijke. En la tesi, va introduir els conceptes de volum molecular i atracció molecular.
El setembre de 1877, Van der Waals va ser nomenat primer professor de física de la recentment fundada Universitat d'Amsterdam. Dos dels seus col·legues notables van ser el químic físic Jacobus Henricus van 't Hoff i el biòleg Hugo de Vries. Fins a la seva jubilació als 70 anys, Van der Waals va romandre a la Universitat d'Amsterdam. El va succeir el seu fill Johannes Diderik van der Waals, Jr., que també era un físic teòric. El 1910, als 72 anys, Van der Waals va rebre el Premi Nobel de Física. Va morir a l'edat de 85 anys el 8 de març de 1923.

## Treball científic
El principal interès de Van der Waals va ser en el camp de la termodinàmica. Va ser influenciat pel tractat de Rudolf Clausius de 1857 titulat Über die Art der Bewegung, welche wir Wärme nennen (Sobre el tipus de moviment que anomenem calor). Van der Waals va ser més tard molt influenciat pels escrits de James Clerk Maxwell, Ludwig Boltzmann i Willard Gibbs. El treball de Clausius el va portar a buscar una explicació dels experiments de Thomas Andrews que havien revelat, el 1869, l'existència de temperatures crítiques en els fluids. Va aconseguir fer una descripció semiquantitativa dels fenòmens de condensació i temperatures crítiques en la seva tesi de 1873, titulada Over de Continuïteit van den Gas- en Vloeistoftoestand (Sobre la continuïtat de l'estat gasós i líquid). Aquesta dissertació va representar un segell distintiu de la física i va ser immediatament reconeguda com a tal, per exemple per James Clerk Maxwell que la va revisar a Nature de manera elogiosa.
En aquesta tesi va derivar l'equació d'estat que porta el seu nom. Aquest treball va donar un model en què la fase líquida i la fase gasosa d'una substància es fusionen entre elles de manera contínua. Mostra que les dues fases són de la mateixa naturalesa. En derivar la seva equació d'estat, Van der Waals va assumir no només l'existència de molècules (l'existència dels àtoms es va disputar en aquell moment), sinó també que són de mida finita i s'atrauen mútuament. Com que va ser un dels primers a postular una força intermolecular, encara que sigui rudimentària, aquesta força s'anomena ara força de Van der Waals.
Un segon descobriment important va ser la Llei dels estats corresponents de 1880, que va demostrar que l'equació d'estat de Van der Waals es pot expressar com una funció simple de la pressió crítica, el volum crític i la temperatura crítica. Aquesta forma general és aplicable a totes les substàncies (vegeu l'equació de Van der Waals.) Les constants específiques del compost a i b de l'equació original se substitueixen per magnituds universals (independents del compost). Va ser aquesta llei la que va servir de guia durant els experiments que finalment van conduir a la liqüefacció de l'hidrogen per James Dewar el 1898 i de l'heli per Heike Kamerlingh Onnes el 1908.
El 1890, Van der Waals va publicar un tractat sobre la teoria de les solucions binàries als Archives Néerlandaises. En relacionar la seva equació d'estat amb el Segon principi de la termodinàmica, en la forma proposada per primera vegada per Willard Gibbs, va poder arribar a una representació gràfica de les seves formulacions matemàtiques en forma d'una superfície que va anomenar superfície Ψ (Psi) seguint Gibbs, que va utilitzar la lletra grega Ψ per a l'energia lliure termodinàmica d'un sistema amb diferents fases en equilibri.
També cal esmentar la teoria de la capil·laritat de Van der Waals, que en la seva forma bàsica va aparèixer per primera vegada el 1893. En contrast amb la perspectiva mecànica sobre el tema proporcionada anteriorment per Pierre-Simon Laplace, Van der Waals va adoptar un enfocament termodinàmic. Això va ser controvertit en aquell moment, ja que l'existència de molècules i el seu moviment ràpid i permanent no eren universalment acceptats abans de la verificació experimental de Jean Baptiste Perrin de l'explicació teòrica del moviment brownià d'Albert Einstein.
L'any 1910 fou guardonat amb el Premi Nobel de Física pel seu treball en la formulació de l'equació de l'estat dels gasos i els líquids.
Van der Waals morí el 8 de març de 1923 a la ciutat d'Amsterdam.

### Vida personal
Es va casar amb la seva dona Anna Magdalena Smit el 1865, i la parella va tenir tres filles (Anne Madeleine, Jacqueline E., Johanna Diderica) i un fill, el físic Johannes Diderik van der Waals, Jr., que també treballava a la Universitat d'Amsterdam. Jacqueline era una poeta de certa mena. El nebot de Van der Waals, Peter van der Waals, va ser un ebenista i una figura destacada de l'escola del moviment Arts and Crafts de Sapperton, Gloucestershire. La seva dona va morir de tuberculosi als 34 anys el 1881. Després de quedar vidu, Van der Waals maig es va tornar a casar i va quedar tan sacsejat per la mort de la seva dona que no va publicar res durant una dècada. Va morir a Amsterdam el 8 de març de 1923, un any després de la mort de la seva filla Jacqueline.

## Honors
Van der Waals va rebre nombrosos honors i distincions, a més de guanyar el Premi Nobel de Física l'any 1910. Va ser premiat amb un doctorat honoris causa de la Universitat de Cambridge; va ser nomenat membre honorari de la Societat Imperial de Naturalistes de Moscou, la Reial Acadèmia d'Irlanda i la Societat Filosòfica Americana (1916); Membre corresponent de l'Institut de França i de la Reial Acadèmia de Ciències de Berlín; Membre associat de la Reial Acadèmia de Ciències de Bèlgica; i Membre estranger de la Societat Química de Londres, de l'Acadèmia Nacional de Ciències dels Estats Units (1913), i de l'Accademia Nazionale dei Lincei de Roma. Van der Waals es va convertir en membre de la Reial Acadèmia d'Arts i Ciències dels Països Baixos el 1875. Des del 1896 fins al 1912 va ser secretari d'aquesta societat. A més, va ser elegit membre honorari de la Societat Química dels Països Baixos el 1912.
El planeta menor 32893 van der Waals rep el seu nom en el seu honor.

## Cites relacionades
| «                                                                 | No hi ha dubte que el nom de Van der Waals aviat serà un dels més importants en ciència molecular, | » |
| — Observacions de James Clerk Maxwell a la revista Nature (1873). | |   |

| « | Quedarà perfectament clar que en tots els meus estudis vaig estar força convençut de l'existència real de molècules, que mai les vaig considerar com una figura de la meva imaginació, ni tan sols com a mers centres d'efectes de força. Vaig considerar que eren els cossos reals, per tant, el que anomenem "cos" en la parla diària hauria de ser millor anomenar-se "pseudo cos". És un agregat de cossos i espai buit. Desconeixem la naturalesa d'una molècula formada per un sol àtom químic. Seria prematur intentar respondre a aquesta pregunta, però admetre aquesta ignorància de cap manera perjudica la creença en la seva existència real. Quan vaig començar els meus estudis vaig tenir la sensació que estava gairebé sola en mantenir aquesta visió. I quan, com ja va ocórrer en el meu tractat de 1873, vaig determinar el seu nombre en un gram-mol, la seva mida i la naturalesa de la seva acció, em vaig veure reforçat en la meva opinió, no obstant això, encara sovint va sorgir dins meu la qüestió de si en l'anàlisi final una molècula és una figura de la imaginació i de tota la teoria molecular també. I ara no crec que sigui cap exageració afirmar que l'existència real de molècules és assumida universalment pels físics. Molts dels que s'hi oposaven més s'han acabat guanyant, i la meva teoria pot haver estat un factor contributiu. I precisament això, crec, és un pas endavant. Qualsevol que conegui els escrits de Ludwig Boltzmann i Willard Gibbs admetrà que els físics amb una gran autoritat creuen que els fenòmens complexos de la teoria de la calor només es poden interpretar d'aquesta manera. És un gran plaer per a mi que un nombre creixent de físics més joves trobin la inspiració per al seu treball en estudis i contemplacions de la teoria molecular | » |
| — Johannes D. van der Waals's notes in Nobel Lecture, The equation of state for gases and liquids (12 desembre 1910). | |   |